# 片岡幹雄
片岡 幹雄（かたおか みきお）は、日本の生物物理学者。奈良先端科学技術大学院大学名誉教授、高エネルギー加速器研究機構ダイヤモンドフェロー。元日本生物物理学会会長。

## 人物・経歴
京都大学理学部卒業。大阪大学大学院基礎工学研究科博士課程修了。東北大学理学部物理第二学科助手、大阪大学理学部生物学科助教授、大阪大学理学部宇宙地球科学専攻助教授、奈良先端科学技術大学院大学物質創成科学研究科教授、奈良先端科学技術大学院大学物質創成科学研究科長を経て、奈良先端科学技術大学名誉教授、高エネルギー加速器研究機構ダイヤモンドフェロー。2010年日本生物物理学会会長。2011年日本中性子科学会賞を受賞。2013年奈良先端科学技術大学院大学理事・副学長。2017年総合科学研究機構中性子科学センターサイエンスコーディネーター。